# Paul Trendelenburg
Paul Trendelenburg (* 24. März 1884 in Bonn; † 4. November 1931 in Berlin) war ein deutscher Pharmakologe und Toxikologe.

## Leben
Er war Sohn des ehemaligen Rostocker ordentlichen Professors und Leipziger Chirurgen Friedrich Trendelenburg. Zu seinen Brüdern gehörten der Physiologe Wilhelm Trendelenburg, der Jurist Friedrich Trendelenburg, der Jurist Ernst Trendelenburg und der Physiker Ferdinand Trendelenburg. Paul besuchte bis 1902 die humanistische Thomasschule zu Leipzig. Danach studierte er an den Universitäten Leipzig, Grenoble und Freiburg Medizin. 1909 wurde er mit einer bei Walther Straub am Pharmakologischen Institut Freiburg angefertigten Dissertation Vergleichende Untersuchung über den Wirkungsmechanismus und die Wirkungsintensität glykositischer Herzgifte zum Dr. med. promoviert. 1912 habilitierte er sich, wieder bei Straub. Aufgrund einer Tuberkuloseerkrankung nahm er nicht am Ersten Weltkrieg teil. Später war er Professor für Pharmakologie und Toxikologie an den Universitäten von Dorpat (1918), als Ordinarius erstmals Rostock (von Mai 1919 bis 1923), Freiburg im Breisgau (von 1923 bis 1927) und Berlin (ab 1927). Ab 1926 war er Vorstandsmitglied der Deutschen Pharmakologischen Gesellschaft. Paul Trendelenburg starb an einer „chronischen tuberkulösen Erkrankung“. Sein Sohn Ullrich Trendelenburg war ebenfalls Pharmakologe.

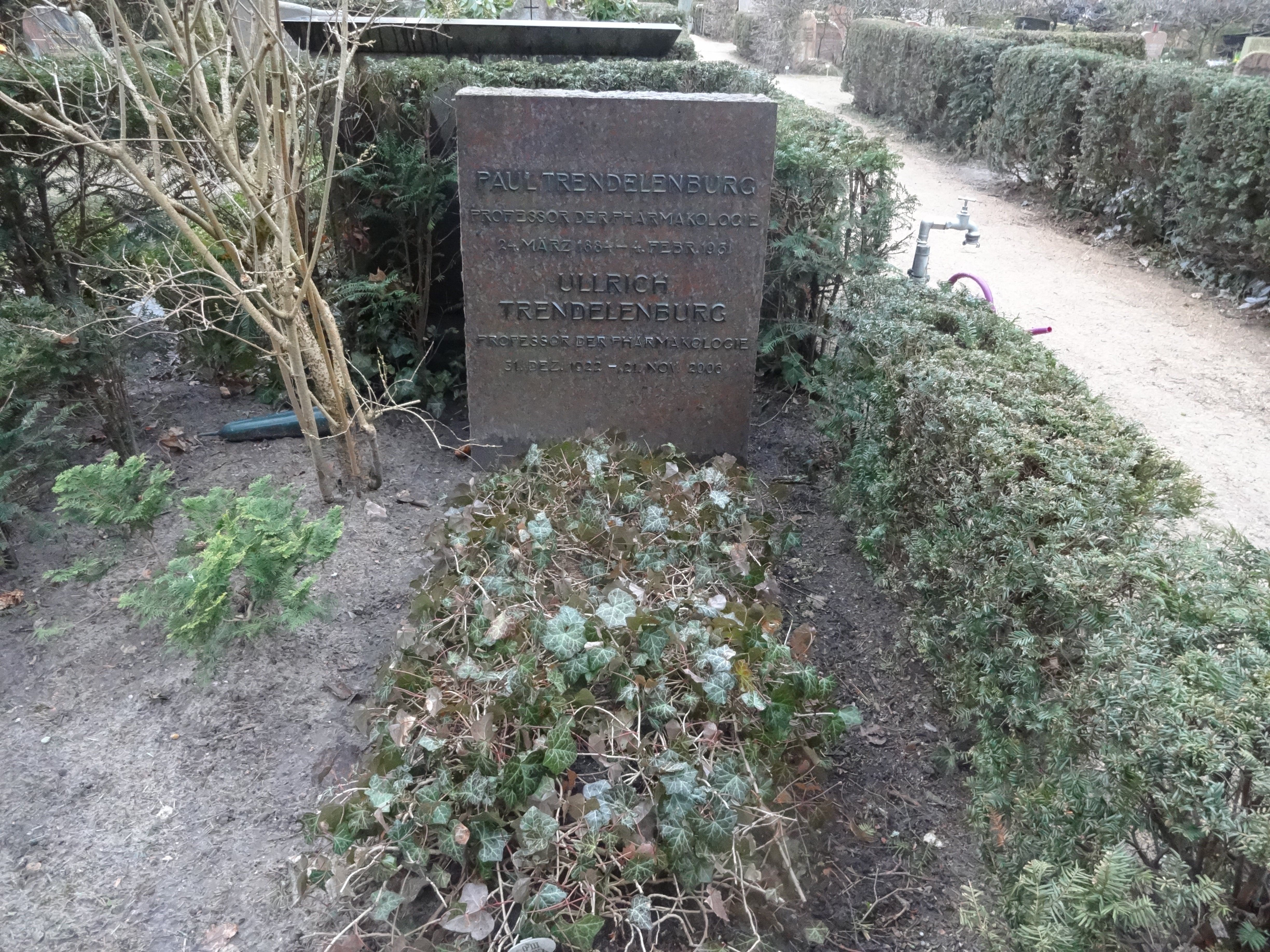
Grabstätte

Er ist auf dem Evangelischen Kirchhof Nikolassee in Berlin bestattet.

## Forschung und Lehre
Trendelenburg arbeitete besonders auf den Gebieten des autonomen Nervensystems und der inneren Sekretion. Pharmakologisch bedeutend sind vor allem seine Forschungen über Adrenalin, zu standardisierten biologischen Messverfahren bei Hormonpräparaten und Arbeiten über die Hypothalamus-Hormone Vasopressin und Oxytocin. Eine seiner folgenreichsten Entdeckungen war die Hemmung der Dünndarmperistaltik des Meerschweinchens durch Morphin. Sie führte Hans Kosterlitz zu seiner Forschung über Opioide und schließlich (1975) zur Auffindung endogener Opioide. Der 75-seitige Aufsatz aus dem Jahr 1917 im Archiv für experimentelle Pathologie und Pharmakologie wurde 2006 in derselben Zeitschrift, ins Englische übersetzt, mit einem Kommentar neugedruckt.
Trendelenburgs Lehrbuch Grundlagen der allgemeinen und speziellen Arzneiverordnung erschien in sieben Auflagen, die erste 1926, die dritte bis siebente wurden postum von Otto Krayer und Manfred Kiese herausgegeben. Aus dem Vorwort spricht eine bis heute gegenüber Pharmazeutischer Industrie wie Alternativmedizin kritische Haltung: „Seit die Arzneimitteldarstellung fast ganz dem Kapitalismus unterworfen ist, erschwert die Unsumme immer neu auftauchender Spezialitäten und die oft recht subjektiv gehaltene Form ihrer Empfehlung die Bildung eines sicheren Urteiles – um so mehr, als der mehr und mehr sich ausbreitende Nebel mystisch-spekulativer Betrachtungen über das Wesen der Arzneitherapie die durch die naturwissenschaftlichen Methoden der Erforschung der Arzneiwirkungen geschärfte Kritik zu trüben begonnen hat. Es war die Absicht des Verfassers, durch Auswahl der wichtigen Mittel und Zurücktretenlassen des Unwichtigen oder noch nicht genügend Erprobten dazu beizutragen, daß der werdende Arzt wieder in den Stand gesetzt wird, besser zu beurteilen, wann er mit seinem therapeutischen Handeln auf festem Boden steht.“

## Werke
- Physiologische und pharmakologische Versuche über die Dünndarmperistaltik. In: Naunyn Schmiedebergs Archiv für experimentelle Pathologie und Pharmakologie. Band 81, 1917, S. 55–129.
- Grundlagen der allgemeinen und speziellen Arzneiverordnung, Leipzig 1926.
- Die Hormone, Berlin 1929.